# Eiichi Katayama
Eiichi Katayama (片山 瑛一 Katayama Eiichi?), född 30 november 1991 i Saitama prefektur, är en japansk fotbollsspelare.
Katayama började sin karriär 2014 i Fagiano Okayama. Han spelade 146 ligamatcher för klubben. 2018 flyttade han till Cerezo Osaka.